# Csillag

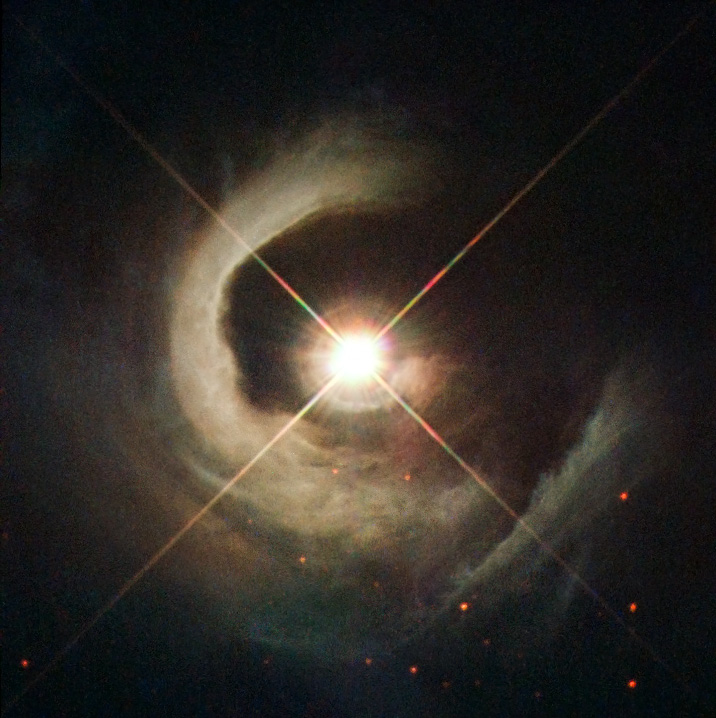
A V1331 Cyg nevű születő csillag a Hattyú csillagképben

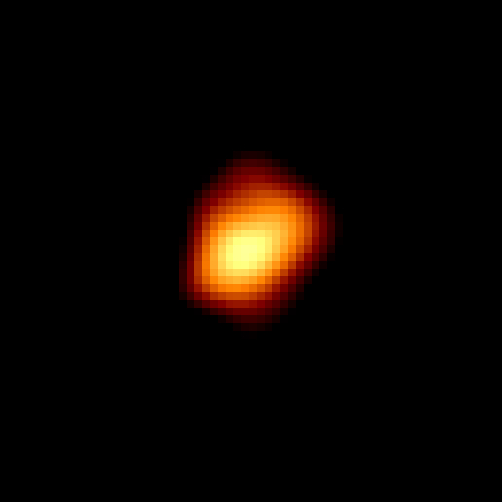
A Mira Ceti változócsillag aszimmetrikus formájú. A Hubble űrtávcső képe

A csillag a csillagászat szaknyelvében olyan égitest, amely nukleáris energiát termel, így saját fénnyel rendelkezik, szemben a bolygókkal, amelyek központi csillaguk fényét verik vissza, és elenyésző saját sugárzást bocsátanak ki. A népnyelv régebben valamennyi égitest szinonimájaként használta a csillag szót (Esthajnalcsillag = Vénusz), a szócikk a továbbiakban a csillagászati értelemben vett jelentéséről szól.

## Etimológia
- A magyar nyelvben a csillag szó a 18. század végétől vált általánossá az eredeti, „húgy” szó helyett. A középkori magyar nyelv még kétféle megnevezést ismert „az éjszaka fénylő égitestre”: a csillag és a húgy szót. Nyelvi emlékeink őrzik a mai napig a csillagokba néző ember esetében a „húgybanéző” kifejezést, ugyanúgy, mint a kaszáscsillag esetében a „Kaszáshúgy”, a Göncölszekér esetében pedig a „Szekérhúgy” szavakat.[2] A legismertebb forrás a Károli-biblia 1590-ben megjelent bibliakiadása, melyben a „húgy” szó még egyértelműen csillag jelentéssel szerepel.
- A húgy szót később felváltó csillag szavunkat egy ősi hangfestő szóból származtatják, a források szerint a csillan és a csillog igékből ered. Ezt türk és urál kori eredetűnek egyaránt leírták. A finnugor nyelvcsaládban egyedül a votjákoknál felismerhető a szó: čilal vagy šilal, jelentése: „ragyog”. A magyarban tájnyelvi szóként létezett korábban, onnan emelkedett az irodalmi nyelvbe. A szó török eredetű, a csuvasban çăлтăр (çăltăr), amelynek töve azonos a magyar tővel (csil-csal). A hettita šittar összeköti az indoeurópai nyelvek star-stir szóalakjaival.[3]

## Meghatározás
A csillagokat villódzó, sziporkázó fénypontokként látjuk szabad szemmel. A nagy távolság miatt tűnnek pontszerűnek, még a legnagyobb földi távcsövekben is. A csillagok fényének ezt a szabálytalan pislákolását – a szcintilláció jelenségét – a földi légkör áramlásai hozzák létre (gyakran, első ránézésre egyáltalán nem könnyű megállapítani, hogy az égen bolygót látunk-e vagy csillagot; az amatőrcsillagászok egy jó módszere ennek megállapítására az, hogy ha egy csillag nem szcintillál, akkor feltehetően nem is csillag, hanem bolygó).
A legközelebbi csillag a Nap, a következő legközelebbi a Proxima Centauri, amely 4,2 fényévre található, tehát a fény 4,2 év alatt ér ide onnan. Ha az egyik leggyorsabb vonattal, a francia TGV-vel utazhatnánk annak 574,8 km/h nagyságú rekordsebességével, akkor majdnem 8 millió évig tartana az odaút. Ez a távolság tipikus a galaxisunkban. Ennél sűrűbben helyezkednek el a galaxis és a gömbhalmazok középpontjában, és sokkal távolabb a galaktikus halóban, a galaxist körülvevő gömb alakú térrészben.
A csillagok mérete a kicsiny, nagyváros méretű neutroncsillagoktól (melyek tulajdonképpen már halott csillagok) az olyan szuperóriásokig terjed, mint a Sarkcsillag (Polaris), valamint az Orion csillagkép Betelgeuze nevű csillaga, melyek átmérője a Napénak nagyjából ezerszerese. A ma ismert legnagyobb csillag a UY Scuti, amelynek sugara elérheti a Napénak 1420-szorosát. Sűrűsége viszont jóval kisebb, mint a Napé.

## A csillagok állapothatározói
A csillagok fizikai tulajdonságait az ún. állapothatározókkal jellemezhetjük. A legfontosabb állapothatározók a következők: fényesség, felületi hőmérséklet, színkép, sugár, forgási periódus, kémiai összetétel, mágneses mező, tömeg. Ezen kívül szokás még a felületi gravitációs gyorsulást is az állapothatározók közé sorolni, ezek azonban a csillag tömege és sugara ismeretében könnyen kiszámíthatóak.

### Fényesség
A csillagok látszólagos fényességének mértékegysége a magnitúdó. Minél fényesebb egy adott csillag, annál kisebb a magnitúdó értéke. A magnitúdó logaritmikus mértékegység: ha két csillag látszólagos fényessége között 1 magnitúdó különbség van, akkor az egyik csillag 2,512-szer fényesebb a másiknál.
A Nap látszólagos fényessége -26,86 magnitúdó. A Hold teliholdkor -12,6, a Vénusz -4,6, a Jupiter -2,94 magnitúdós fényességet érhet el. Az éjszakai égbolt legfényesebb csillaga, a Szíriusz -1,45 magnitúdós. A leghalványabb, szabad szemmel tiszta időben még látható csillagok 6 magnitúdósak. Távcsővel halványabb objektumok is láthatók: minél nagyobb a műszer objektívjének átmérője, annál halványabb égitesteket láthatunk vele. A legnagyobb földi távcsövekkel 25 magnitúdós, a Hubble űrtávcsővel 30 magnitúdós csillagok is észlelhetők.
A látszólagos fényesség nem utal a csillagok valódi fényességére. Egyes halvány csillagok látszó fényessége azért kicsi, mert nagyon távol vannak a Földtől. Ezért a csillagok valódi fényességét az abszolút fényesség adja meg, amely a csillag 10 parszek távolságból megfigyelhető látszólagos fényessége.

### Luminozitás
A csillagok luminozitásán a másodpercenként kibocsátott sugárzás mennyiségét értjük. A csillagok energiáját a magban végbemenő termonukleáris reakciók hozzák létre. A luminozitás a csillag korától is függ. Az energia elektromágneses sugárzás formájában szabadul fel, a röntgen sugaraktól a rádióhullámokig. Az ultraibolya sugárzást a földi légkör felfogja, amely nehezíti a luminozitás mérését a felszínről. Ezért ezeket közvetlenül a világűrből mérik, műholdak segítségével. Egyes csillagok luminozitása a Nap luminozitásának 500 – 500 000-szerese is lehet.

### Színképtípus

Különféle színképtípusú fősorozati csillagok egymáshoz viszonyítva

A színképet spektroszkóppal lehet meghatározni. Ez felbontja a beérkező fényt egy színképi sávra, amelyen sötét, ún. Fraunhofer-féle vonalak jelennek meg. Ezeket az csillag atmoszférájában található alkotóelemek hozzák létre. Például a hidrogén sötét vörös vonalként jelenik meg. Egy csillag színképének vizsgálata minőségi (kvalitatív) elemzésen kívül mennyiségi (kvantitatív) elemzést is lehetővé tesz. Vagyis a légköri elemek által létrehozott színképvonalak alakja és elhelyezkedése a gáz hőmérsékletétől és nyomásától is függ. (Lásd még: Csillagászati színképelemzés)
A csillagokat színképük szerint csoportosíthatjuk, elsősorban a hőmérsékletük és az anyagösszetételük alapján. Az egyes csoportokat a következő betűkkel jelöljük: O, B, A, F, G, K, M, valamint a barna törpe altípusok jelei R, N és S. Itt az O-típus a legforróbb, az S-típus a leghidegebb csillagokra utal. Ezt a sorrendet segítő mondatokkal mnemonikokkal jegyezhetjük meg. Íme pár változat:
- „Oly Barátságos A Fénylő Göncölszekér, Keresd Meg”;
- „Orosz Barátom Azt Felelte, Gépek Készítenek Mindent [Rám Ne Számíts]”;
- „Oh, Be A Fine Girl, Kiss Me [Right Now Sweetheart]” (Annie Jump Cannon, 1863–1941).

Minden színképosztálynak 0-9-ig terjedő alosztálya van a felületi hőmérséklet csökkenő sorrendjében, kivétel az O-típus, ahol az osztályozás O5-tel kezdődik. A mi napunk G2 típusú, legtöbb értelemben átlagos csillagnak számít. A csillagokat a Hertzsprung–Russell-diagramon  szokás ábrázolni, melynek a két tengelyén az abszolút fényesség és a hőmérséklet (szín) található. A legtöbb csillag, a Napunk is, egy sávban helyezkedik el, ez a fősorozat. Ezeknek a csillagoknak az energiatermelésében a proton-proton ciklus dominál, ami során hidrogén alakul át héliummá.

### Hőmérséklet
A hőmérséklet a csillag magjától a légköréig változik. Például a Nap magjában eléri a 15 millió °C-ot, míg a légkör effektív felszíni hőmérséklete csak 5785 K. A csillagászok a légkör effektív hőmérsékletét a színkép és a fekete test (minden sugárzást elnyelő test, amely csak elméletileg létezik) összehasonlításával mérik.

### Méret

Néhány törpecsillag Naphoz és Jupiterhez viszonyított mérete

Meg lehet mérni az óriás és szuperóriás csillagok szögátmérőjét egy Michelson-interferométernek nevezett műszerrel. Ez az ívpercekben és ívmásodpercekben mért szögátmérő a távolsággal arányban megadja a csillag lineáris átmérőjét. Az Arcturus (az égbolt negyedik legfényesebb csillaga) átmérője a Nap átmérőjének 23-szorosa (a Nap átmérője 1,39 x 106 km). Az Orion csillagképben lévő Betelgeuze a legnagyobb méretű csillagok egyike, átmérője 1000-szerese a Napénak. Más módszerek is vannak a méretek meghatározására (kisugárzott energia vagy a fedési kettősök fogyatkozásai alapján).

### Tömeg
A tömeg az egyik legfontosabb állapothatározó. Értéke 0,07 és 100 naptömeg között változhat. Alsó határát a stabil hidrogénfúzió elindításához szükséges maghőmérséklet jelöli ki, az ennél könnyebb égitestek a barna törpék, melyek magjában csak a deutérium fúziója indul be, ami hamar el is fogy. Felső határa az úgynevezett Eddington-határ, az ennél nehezebb csillagok olyan intenzív sugárzást bocsátanának ki, hogy a sugárnyomás lefújná a csillag külső rétegeit (így megkönnyítve).
Egy csillag gravitációs ereje a tömegétől függ. A kettőscsillagok esetében a tömeget az egymástól való távolságuk és keringési idejük alapján lehet meghatározni. A pálya a tömegvonzástól függ, a tömegvonzás pedig a tömegtől és a távolságtól. A tömeg-luminozitás összefüggés alapján is meghatározhatjuk egy csillag tömegét. A tömeg és a luminozitás egyenes arányban nő.
Minél nagyobb egy csillag tömege, annál gyorsabb ütemben alakítja át az anyagot energiává. Ennek következtében a nagy tömegű csillagok élettartama rövidebb, mint a kisebb tömegűeké. A csillagok – a fősorozaton való tartózkodásuk során - a hélium és hidrogén magjukban végbemenő fúzióból nyerik az energiát. Ez a folyamat a csillag tömegétől függően rövidebb vagy hosszabb. Egy naptömegű csillag élettartama 10 milliárd év, egy három naptömegű csillagé 500 millió év, egy 30 naptömegű csillagé már csak 6 millió év.

### Kémiai összetétel
Habár a csillagok nagyrészt hidrogént és héliumot tartalmaznak, kémiai összetételük eléggé különbözik. Például nemrég határozták meg, hogy a fiatal csillagok kisebb arányban tartalmaznak fémeket, mint az idősebbek.[forrás?] Ennek az a magyarázata, hogy a vörös óriások már elégették a bennük lévő hidrogént, bennük a hélium és a nehezebb elemek fúziója zajlik.

## Összefüggések az állapothatározók között
Egyértelmű összefüggés áll fenn a csillagok R sugara, L fényessége és Teff effektív hőmérséklete között:
{\displaystyle L=4\pi R^{2}\sigma T_{e}^{4}}
Tapasztalati összefüggés áll fenn a csillagok tömege és abszolút fényessége között. E két állapotjelző egyidejű pontos meghatározása csak a közeli vizuális (távcsővel felbontható) kettősök és a fedési kettősök esetében lehetséges; megbízható tömegértékeink csak néhány tucat csillagra vannak. E csillagok többségének távolsága ismert, így a fenti képlet alapján kiszámítható az abszolút fényességük. A tömeg és a luminozitás között a fősorozati csillagoknál durván az alábbi összefüggés áll fenn:
{\displaystyle L\approx M^{3,5}}

## Helyváltoztatás
A csillagok szabad szemmel nézve mozdulatlannak tűnnek, valójában azonban mozognak a térben. A térbeli elmozdulás látóirányunkra merőleges vetületét nevezzük a csillagok sajátmozgásának. A legnagyobb sajátmozgással a Barnard-csillag (Nyílcsillag) rendelkezik. A színkép tanulmányozásával meg lehet határozni a csillagok látóirányú mozgási sebességét. Ha a csillag távolságát is ismerjük, akkor a fentiekből kiszámítható a csillag valós térbeli mozgása.
A közeli csillagok tanulmányozásával a csillagászok megállapították, hogy ezek egymáshoz viszonyítva különböző pályán mozognak kb. 24 km/s sebességgel. A Nap 26 km/s sebességgel halad a Hercules csillagkép irányába.

## Távolság
A csillagok távolságát különböző módszerekkel lehet meghatározni. A hatalmas értékek miatt nem kilométerben vagy csillagászati egységben, hanem fényévben vagy parszekben mérjük. A Naprendszerhez legközelebbi csillag a 4,22 fényév távolságra lévő Proxima Centauri.
A legegyszerűbb módszer szerint, ha meghatározzuk a Földhöz elég közel elhelyezkedő csillag pontos helyzetét hat hónapos különbséggel (két periódusban, amikor a Föld ellentétes irányban helyezkedik el a Naptól), akkor észrevehetjük, hogy a két helyzet nem egyezik. Ismerve a földi pálya átmérőjét (kb. 300 millió km), ki tudjuk számítani azt a szöget, amellyel a csillag elmozdult az égbolton. Az elmozdulás fordítottan arányos a távolsággal. Ezt a módszert parallaxis-módszernek nevezzük. Csak a közeli csillagoknál alkalmazható. A távolabbi csillagok elmozdulási szöge túl kicsi.

## Osztályozás
- Abszolút fényességük, hőmérsékletük, színképük és más állapothatározók szerint a csillagok lehetnek:
  - átlagos csillagok (fősorozatbeli csillagok)
  - vörös törpék
  - barna törpék (legkisebb tömegű csillagok, amelyek magjában még beindulhat a fúziós reakció)
  - szubtörpék(wd)
  - óriáscsillagok
    - vörös óriások (végső fázis a csillagok életében)

  - maradvány csillagok
    - fehér törpék
    - fekete törpék (kialudt fehér törpék)
    - neutroncsillagok
      - pulzárok (periodikus rádiójeleket küldenek az űrbe)
      - magnetárok (erős mágneses térrel rendelkező neutroncsillagok)

    - kvarkcsillagok (egymáshoz préselt kvarkokból állnak)
    - fekete lyukak (erős gravitációs térrel rendelkező maradvány csillagok)
- Kémiai összetételük és a galaxisban elfoglalt helyzetük szerint a csillagok különböző populációkhoz tartoznak.
- Kísérőik alapján a csillagok lehetnek:
  - kettőscsillagok
    - optikai kettőscsillagok (közel azonos látóirányba esnek, valójában a tér mélységében egymástól tetszőleges távolságban lehetnek)
    - fizikai kettőscsillagok
      - spektroszkópiai kettőscsillagok (színképvonalak eltolódásából lehet rájuk következtetni)
      - fedési kettőscsillagok (egymást periodikusan eltakaró csillagok)

  - többes rendszerek
  - bolygórendszerek
- Fényességük szerint a csillagok lehetnek
  - állandó fényességű csillagok (az egyre érzékenyebb fényességmérési módszerek alkalmazásával elterjedt a mondás: nincsenek állandó fényű csillagok, csak a fényváltozásuk nagysága még nem meghatározott)
  - változócsillagok (periodikus vagy nem periodikus változásokkal): cefeidák, novák, szupernóvák stb.

## Energiatermelés
A csillagok legfontosabb energiaforrása a magban zajló termonukleáris reakció. Az energia az atommagok fúziójából szabadul fel, több millió kelvinen. Ilyen magas hőmérsékleten az elektronok leválnak az atomokról, és plazma jön létre. Az atommagok ütközése termonukleáris reakciókat eredményez. A fúzió többféleképpen is végbemehet, összességében három fő folyamatot különböztetünk meg. Az egyik a proton-proton ciklus, ami során protonokból héliummagok keletkeznek. A Naphoz hasonló (viszonylag) kis tömegű fősorozatbeli csillagok energiatermelésében ez a folyamat dominál. Nagy tömegű forró csillagok energiatermelésében a CNO-ciklus (más néven Bethe-Weizsacker-folyamat) játszik fontos szerepet. Ennél is magasabb hőmérsékleten megy végbe a három alfa-ciklus (Salpeter-reakció).

## Csillagfejlődés

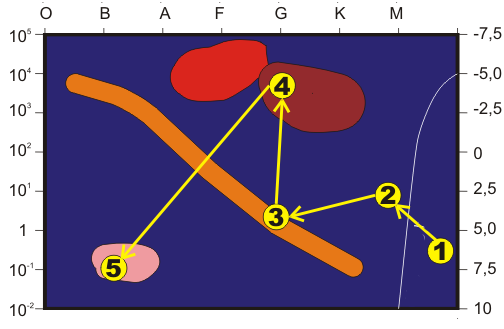
Egy Nap tömegű csillag életútja a Hertzsprung–Russell-diagramon

### A csillagok születése
A csillagok születése több millió éves folyamat, és több szakaszból áll: egy molekuláris felhő belsejében csomósodások vagy globulák jönnek létre, ezekből előbb protocsillagok, majd csillagok lesznek.
A világűrben hatalmas por- és gázfelhők vannak. A molekuláris felhőkben az anyag sűrűbb és koncentráltabb. Ezek több tíz fényév átmérőjűek lehetnek, a bennük lévő anyag még nagyon hideg. Azért nevezzük molekuláris felhőknek, mert a benne található gázok molekulák formájában vannak jelen. Minden ilyen molekuláris felhő gyenge egyensúlyban van. Külső hatás következtében ez az egyensúly felborul. Ekkor a felhő egy része saját tömegétől összeroskad és az anyag elkezd összehúzódni. A felhő kisebb anyagcsomókra oszlik.
A molekuláris felhőkből kiváló anyagcsomókból globulák jönnek létre. Ezeknek mérete a Naprendszerével egyenlő, tömegük 200 naptömeg. Még nagyon hideg és sötét objektumok. Lassan egyre sűrűbbek és forróbbak lesznek, majd létrejönnek belőlük a protocsillagok. Ezek már sugározni kezdenek. A protocsillagok anyaga tovább sűrűsödik, fényük változó. Gyors gázkilövellések indulnak a pólusok felé. Amikor a magban a hőmérséklet eléri a 10 millió fokot beindulnak a nukleáris reakciók. A protocsillag átalakulásának ideje a tömegétől függ (30 millió év egy Naphoz hasonló csillagnál és 300 ezer év egy 30 naptömegű csillagnál).

### A csillagok halála

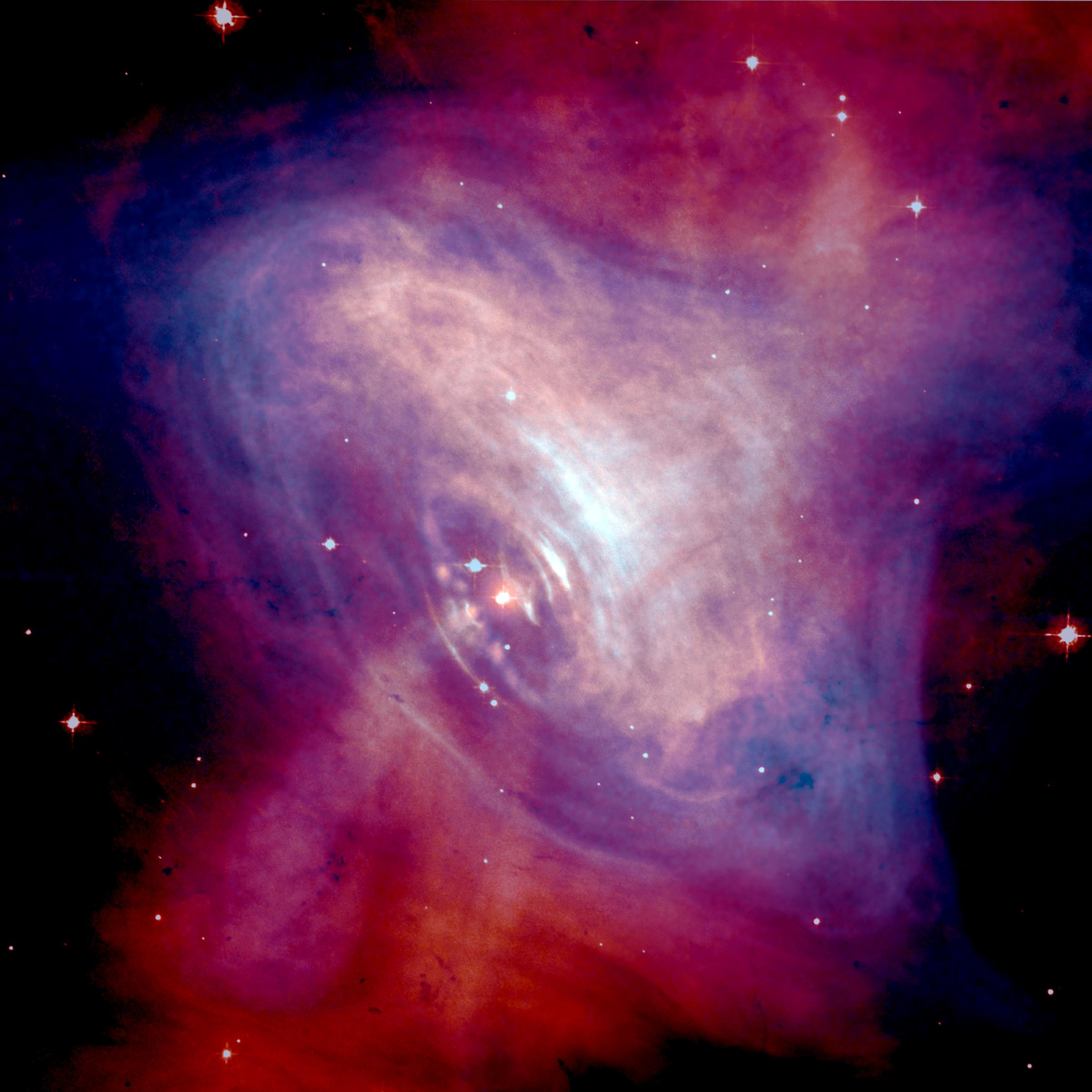
Pulzár a Rák-ködben (Chandra-űrtávcső)

Amikor a csillag elhasználta a belsejében lévő hidrogént, elkezd összehúzódni és egyre forróbb lesz. A hidrogén még nagy mennyiségben fordul elő a felszín közelében és itt is beindul a fúzió. Ezután a csillag kitágul és színe vörössé válik, vörös óriás lesz. Átmérője 10-100 napátmérő is lehet. A magban újabb nukleáris reakciók indulnak be: a hélium fúziójából szén keletkezik. A csillag atmoszférája kidobódik az űrbe, táguló gázgömböt, planetáris ködöt hozva létre. Amikor a hélium elfogy, a csillag újra összehúzódik.
Ha a csillag tömege nem elég nagy, belsejében már nem lesz akkora hőmérséklet, hogy újabb reakciók induljanak be és fehér törpévé válik. A fehér törpe egy nagyjából földméretű, naptömegű csillag. Stabilitását már nem a magfúzió, hanem a belsejében kialakult elfajult elektrongáz nyomása biztosítja, egyensúlyt teremtve a gravitáció összehúzó erejével. A fehér törpék hőmérséklete és fényessége évmilliárdok alatt fokozatosan csökken, és csak egy fekete törpe marad hátra.
Nagy tömegű csillagoknál a hélium elhasználása után a fúzió egyre nagyobb atomtömegű elemekkel folytatódik, egészen a vasig. A fúzió azért áll le a vasnál, mert az ennél nagyobb rendszámú elemek keletkezése már nem energianyereséges. Szuperóriás csillagok jönnek létre, melyeknek átmérője 1000 napátmérő is lehet. Belsejük különböző kémiai összetételű rétegekből áll, amelyek a felszínhez közeledve egyre hidegebbek és ritkábbak. Hirtelen felrobbannak és az anyaguk szétszóródik az űrben. Ezeket nevezzük szupernóváknak. A szupernóvák fényessége rövid ideig a Napnál 10 milliárdszor nagyobb. A robbanás után visszamaradó mag, a tömegétől függően neutroncsillag vagy fekete lyuk lesz.
Csillagfejlődési rejtély
Egy 2016-os tanulmányban kutatók nemzetközi csoportja vizsgálta több csillag fényét a Messier 4 (M4, NGC 6121) gömbhalmazban (Skorpió csillagkép). Az elemzéssel a csillagok kémiai összetételét határozták meg, és azt a meglepő felfedezést tették, hogy a csillagok fele „kihagyja” a vörös óriás fázist, és ehelyett rögtön fehér törpévé válik. A jelenleg elfogadott elmélettel nem magyarázható, de megfigyelt „korai halál” csak a nátriumban gazdag, oxigénben szegény csillagok esetén fordul elő.
A megfigyeléseket a HERMES nevű (high efficiency and resolution multi-element spectrograph) spektrográffal végezték az Anglo Australian Telescope (AAT)-hoz csatlakoztatva.

## Csillagkatalógusok
Típusai:
- átvizsgáló vagy áttekintő katalógusok (Durchmusterungok) sok csillag közelítő hely- és fényességadatait tartalmazzák
- pozíciós katalógusok
- fundamentális katalógusok (ezek tartalmazzák a legpontosabb pozícióadatokat)
- standardcsillag-katalógusok
- fényességkatalógusok
- sajátmozgás-katalógusok
- radiális sebesség katalógusok
- kettőscsillag-katalógusok
- változócsillag-katalógusok
- parallaxis-katalógusok
- színképkatalógusok

Híres katalógusok:
- Bonner átvizsgáló katalógus (Bonner Durchmusterung – BD)
- Cordoba átvizsgáló katalógus (Cordoba Durchmusterung – CD)
- Astronomische Gesellschaft Sonnenkatalog
- AGK3 1963-ban elkészült katalógus, 21499 ún. alapcsillag pozícióadatait tartalmazza
- 5268 standardcsillag katalógusa (Catalogue of 5268 Standard Star – N30) H. R. Morgan adta ki Washingtonban
- Harvard fotografikus fotometria (Harvard Photographic Photometrie – HPP)
- Göttingen Aktinometrie (GA)

## Rekorder csillagok
Az ismert csillagok között rekorderek:
- Legnagyobb méretű: UY Scuti, amelynek átmérője 2,4 milliárd km 9500 fényévre van a Naptól. A Pajzs csillagképben található vörös szuperóriás.
- Legnagyobb tömegű: R136a1 100-150 naptömegű.